# Östra Vikbolandets pastorat
Östra Vikbolandets pastorat ingår i Kustbygdens kontrakt  i Linköpings stift i Norrköpings kommun.
Pastoratet omfattar sedan 2010:
- Jonsbergs församling
- Östra Husby församling

Pastoratskod är 021212.